# Rancho Largo, Querétaro Arteaga
Rancho Largo är en ort i Mexiko.   Den ligger i kommunen Querétaro och delstaten Querétaro Arteaga, i den centrala delen av landet, 200 km nordväst om huvudstaden Mexico City. Rancho Largo ligger 1 922 meter över havet och antalet invånare är 575.
Terrängen runt Rancho Largo är kuperad åt nordost, men åt sydväst är den platt. Runt Rancho Largo är det tätbefolkat, med 762 invånare per kvadratkilometer. Närmaste större samhälle är Santiago de Querétaro, 13,8 km söder om Rancho Largo. Trakten runt Rancho Largo består i huvudsak av gräsmarker.